# Tetramorium splendens
Tetramorium splendens är en myrart som beskrevs av Mikhail Dmitrievich Ruzsky 1902. Tetramorium splendens ingår i släktet Tetramorium och familjen myror. Inga underarter finns listade i Catalogue of Life.